# Johann Kasimir Kolbe von Wartenberg
Johann Kasimir Kolbe von Wartenberg (ur. jako Johann Kasimir Kolbe 6 lutego 1643 w Wetterau, zm. 4 lipca 1712 we Frakkfurcie nad Menem) był pruskim politykiem i ministrem.
W młodym wieku dostał posadę na dworze Marii Orańskiej (1642–1688) jako nadzorca stajni (Oberstallmeister) i Tajny Radca (Geheimer Rat). Maria była szwagierką wielkiego elektora Fryderyka Wilhelma i żoną hrabiego Palatynatu Ludwiga Heinricha von Simmern (1640–1674). Po śmierci Marii w 1688, Kolbe przeszedł na służbę Fryderyka. Dalej jego kariera rozwijała się szybko. W 1690 został kapitanem (Hauptmann) Oranienburga. W roku 1691 został nadzorcą zamku Berlińskiego (Schlosshauptmann von Berlin), a w 1694 kapitanem w Havelbergu. Od 1696 nadzorcą stajni.
Gdy upadł pierwszy minister Eberhard von Danckelman w 1697, Kolbe został ministrem Generalnej Dyrekcji Ekonomicznej (Generalökonomiedirektion). Szybko pozbył się dzięki intrygom wpływowych konkurentów jakimi byli Hans Albrecht von Barfus i Paul von Fuchs. 18 stycznia 1701 asystował Fryderykowi i przytrzymywał jego purpurowy płaszcz. W tym samym roku został pierwszym ministrem. Następnie został jeszcze Marszałkiem Prus i opiekunem Królewskiej Akademii Nauk, kanclerzem Orderu Czarnego Orła, Nadzorcą Królewskich Zamków (Oberaufseher der Königlichen Schlösser), generalnym poczmistrzem (Generalpostmeister).
Jego żoną była Katharina Rickers (ur. 1670 w Lobith, zm. 1734 w Hadze). Była ona córką wysokiego urzędnika celnego z Emmerich am Rhein. Do Berlina przybyła ona już z małżonkiem Peterem Biedekap. Katharina pomagała Kolbemu zyskać fawory królewskie.
W roku 1704 cesarz Leopold I Habsburg uczynił Kolbego hrabią Rzeszy, na prośbę króla Fryderyka. Uzyskał tytuł hrabiego von Wartenberg.
W sprawowaniu władzy Kolbemu pomagali minister hrabia August von Wittgenstein (14 IV 1663 – 1735) i feldmarszałek hrabia Alexander Hermann von Wartensleben (1650–1734). Razem z Kolbem nazywano ich „drei großen Wehs von Preußen”. Podwyższyli oni m.in. podatki. Wartenberg został dyrektorem żup solnych (Direktors des Salzwesens) w 1705 roku i od razu podwyższył podatek od soli zwiększając dochody administracji. W 1710 Fryderyk Wilhelm zwolnił i wypędził Wartenberga w reakcji na skargi ludności.